# Bear Brook
Bear Brook är ett vattendrag i Kanada.   Det ligger i provinsen Ontario, i den sydöstra delen av landet, 50 km öster om huvudstaden Ottawa.
Omgivningarna runt Bear Brook är en mosaik av jordbruksmark och naturlig växtlighet. Runt Bear Brook är det ganska glesbefolkat, med 25 invånare per kvadratkilometer.